# Aevis Victoria
Aevis Victoria SA ist ein Beteiligungsunternehmen mit Sitz in Freiburg in der Schweiz.

## Besitz und Beteiligungen
Aevis Victoria hält 80 % der Privatklinikgruppe Swiss Medical Network und 30 % der Infracore SA, die Klinik-Immobilien an Betreiberfirmen wie Swiss Medical Network vermietet. Die Gesellschaft besitzt und betreibt zusätzlich über die Victoria-Jungfrau Collection verschiedene Luxushotels, darunter das AlpenGold Hotel in Davos und das Victoria-Jungfrau Grand Hotel & Spa in Interlaken. Victoria-Jungfrau betreibt auch das Hotel Bellevue Palace in Bern, das sich im Besitz des Bundes befindet.
Die Aktie von Aevis Victoria ist an der Schweizer Börse SIX Swiss Exchange kotiert. 74,97 % der Aktien sind im Besitz der M.R.S.I. Medical Research, Services and Investments SA, die von Antoine Hubert und Michel Reybier, beide Aufsichtsratmitglieder der Aevis Victoria, kontrolliert wird. Weitere 4,56 % von Aevis Victoria gehören Medical Properties Trust und 3,15 % dem Kuwaitischen Staatsfonds.

## Leitung
Per 1. Mai 2024 hat Fabrice Zumbrunnen die Leitung der Gruppe übernommen. Bereits im Juni 2023 wurde er Mitglied in den Verwaltungsräten von Swiss Medical Network und MRH Switzerland. Der vorherige Chef und Unternehmensgründer Antoine Hubert wird an der Generalversammlung 2025 zur Wahl als Verwaltungsratspräsident vorgeschlagen.